# Grigne

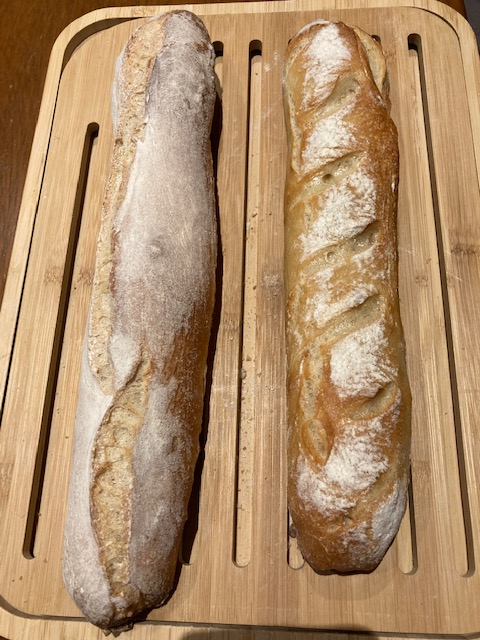
Baguette non grignée (gauche) et grignée (droite).

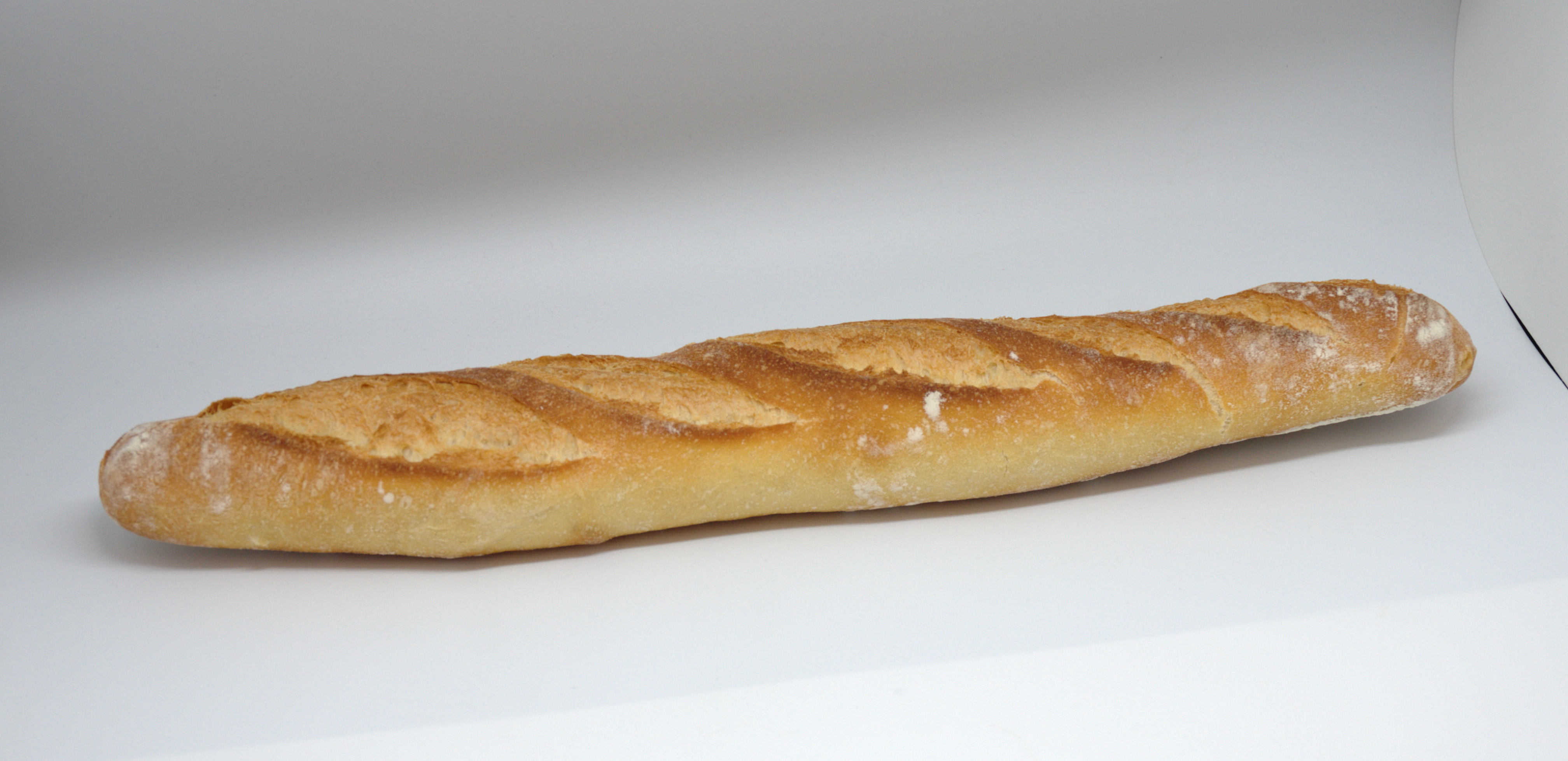
La baguette est traditionnellement associée à la coupe Parisienne, également appelée coupe classique (cinq incisions chevauchantes de taille moyenne dans l'axe du pâton).

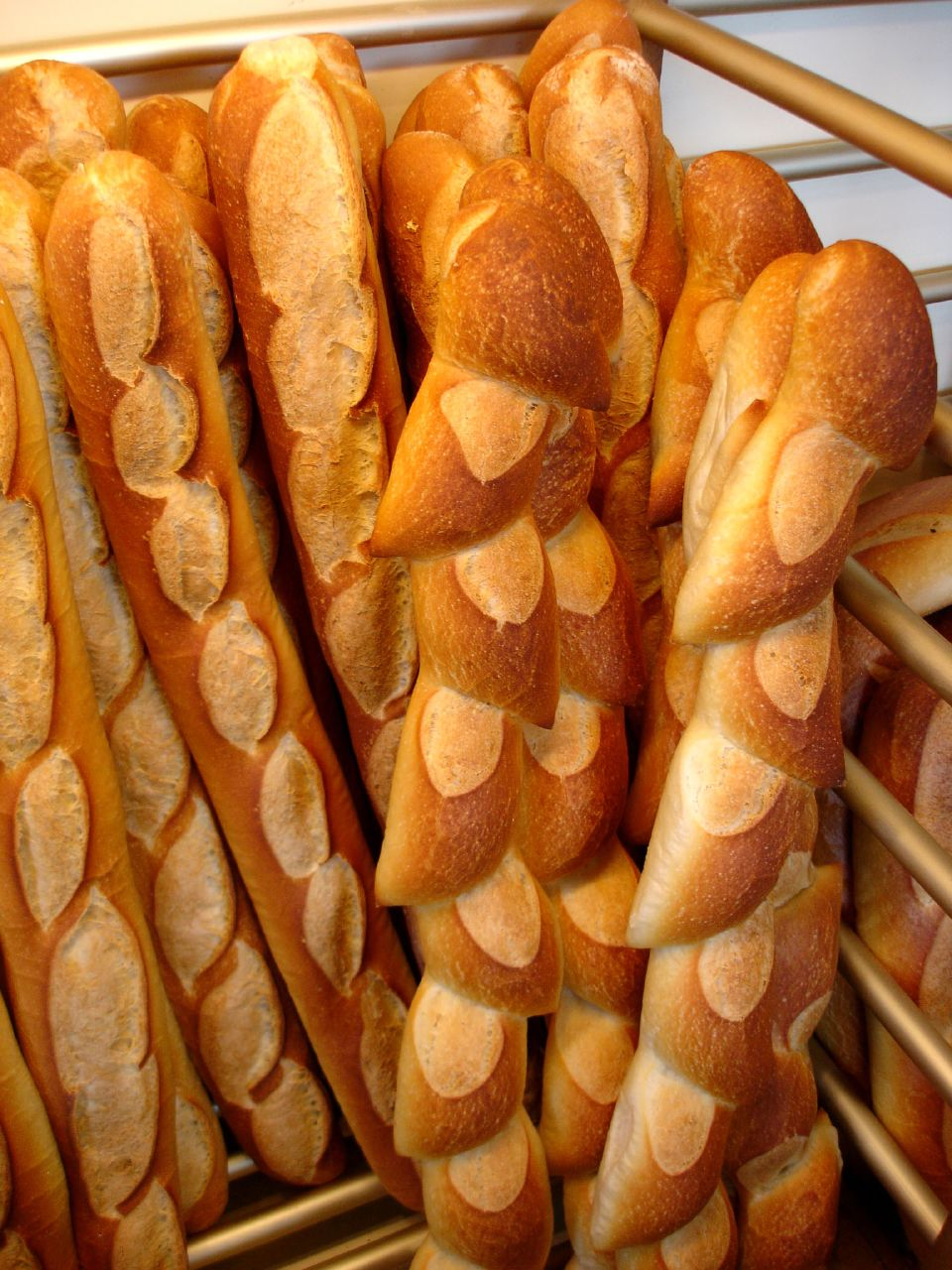
Le ciselage en épis, réalisé avec un ciseau, n'est pas une méthode de grignage.

La grigne, appelée aussi scarification (la profession boulangère parle de « grigner » les pains, de les « scarifier », les « lamer » ou les « inciser ») est la découpe faite par le boulanger sur le dessus du pâton juste avant l'enfournage. Cette découpe appelée grignage ou lamage a une fonction esthétique mais aussi un rôle structural en permettant au pain de lever et de canaliser la sortie des gaz (comme des cheminées) en des endroits bien définis lors de la cuisson. Les grignes créent des faiblesses dans la croûte du pain. Elles facilitent la sortie des gaz du pâton durant la cuisson (vapeur d'eau, CO2) mais les boulangers peuvent décider de ne pas donner de coups de lame. Leur nombre et leur répartition réduisent les tensions dans la mie (réduction des coalescences, alvéolage et structure plus réguliers). Sans grignage, la croûte du pain se déchirerait de façon anarchique pour permettre à la mie de se développer.
Après la cuisson, les grignes forment des excroissances typiques, les oreilles. C'est pourquoi leur forme et leur distribution interviennent également dans l'esthétique du pain.

## Technique
Pour faciliter la cuisson du pain, une ou plusieurs de ces entailles sont réalisées de façon franche sur un centimètre de profondeur, avec une lame de boulanger (appelée grignette) ou une lame de rasoir emmanchée sur un support, un couteau très aiguisé ou un cutter. Les fentes sont effectuées rapidement pour empêcher la pâte de coller au couteau.

## Différents types de coupes

Lamage en croix ou curviligne, en carré, simple ou double, avec des grignes longitudinales ou obliques...

Les grignes traduisent la touche esthétique du boulanger et constituent sa signature.

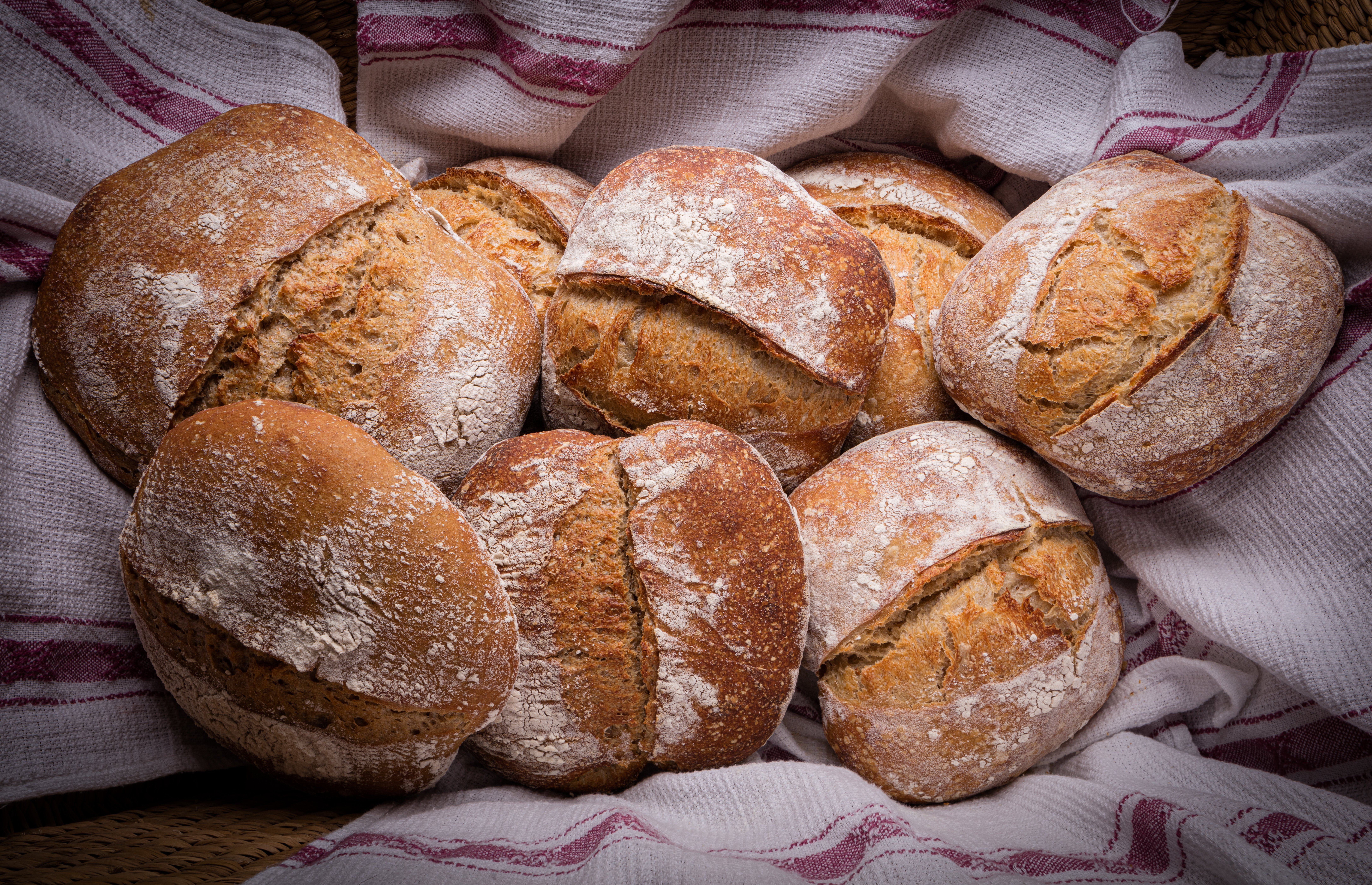
Pains avec grigne simple et longitudinale.
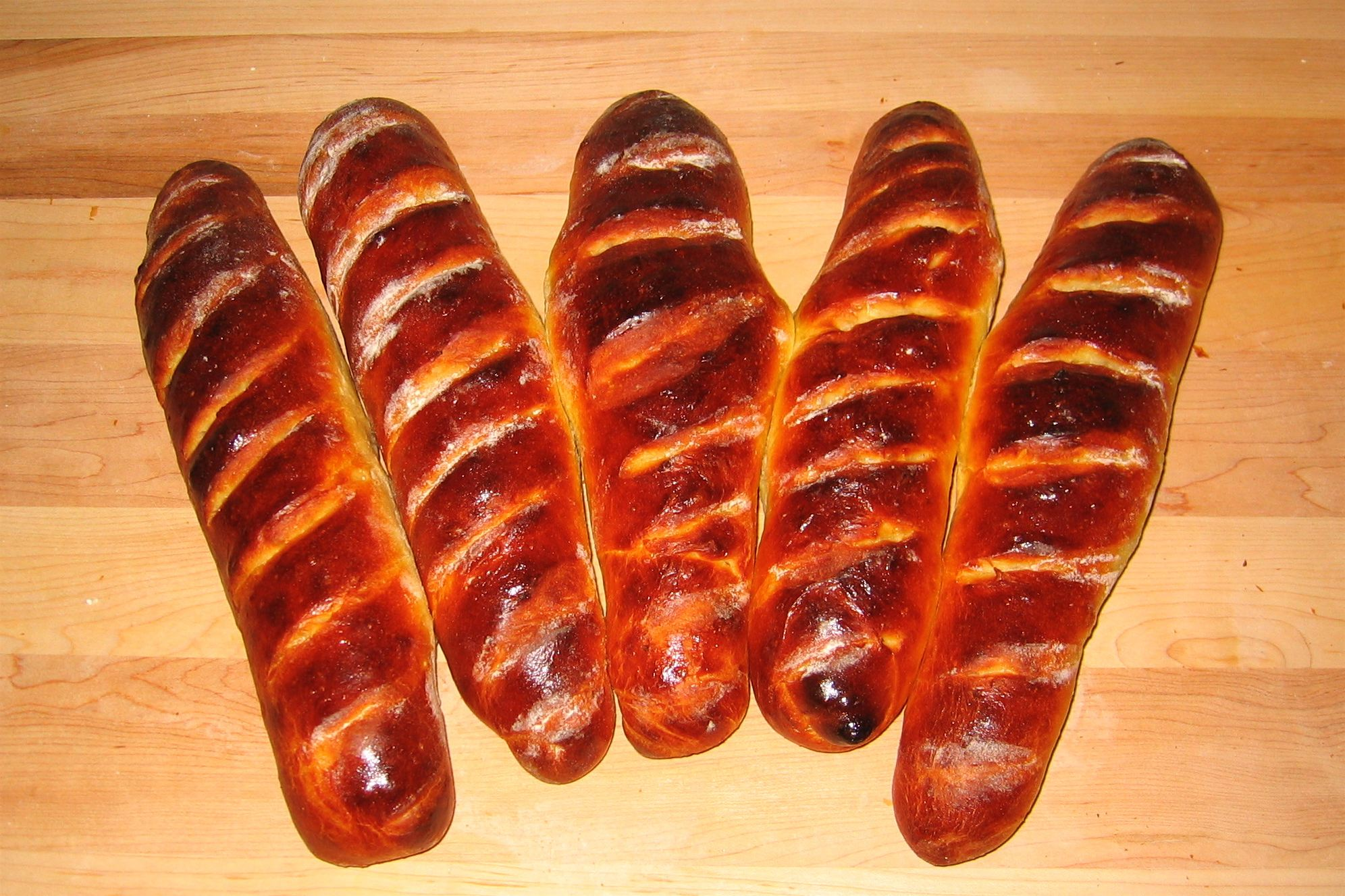
Lamage en saucisson sur un pain viennois.
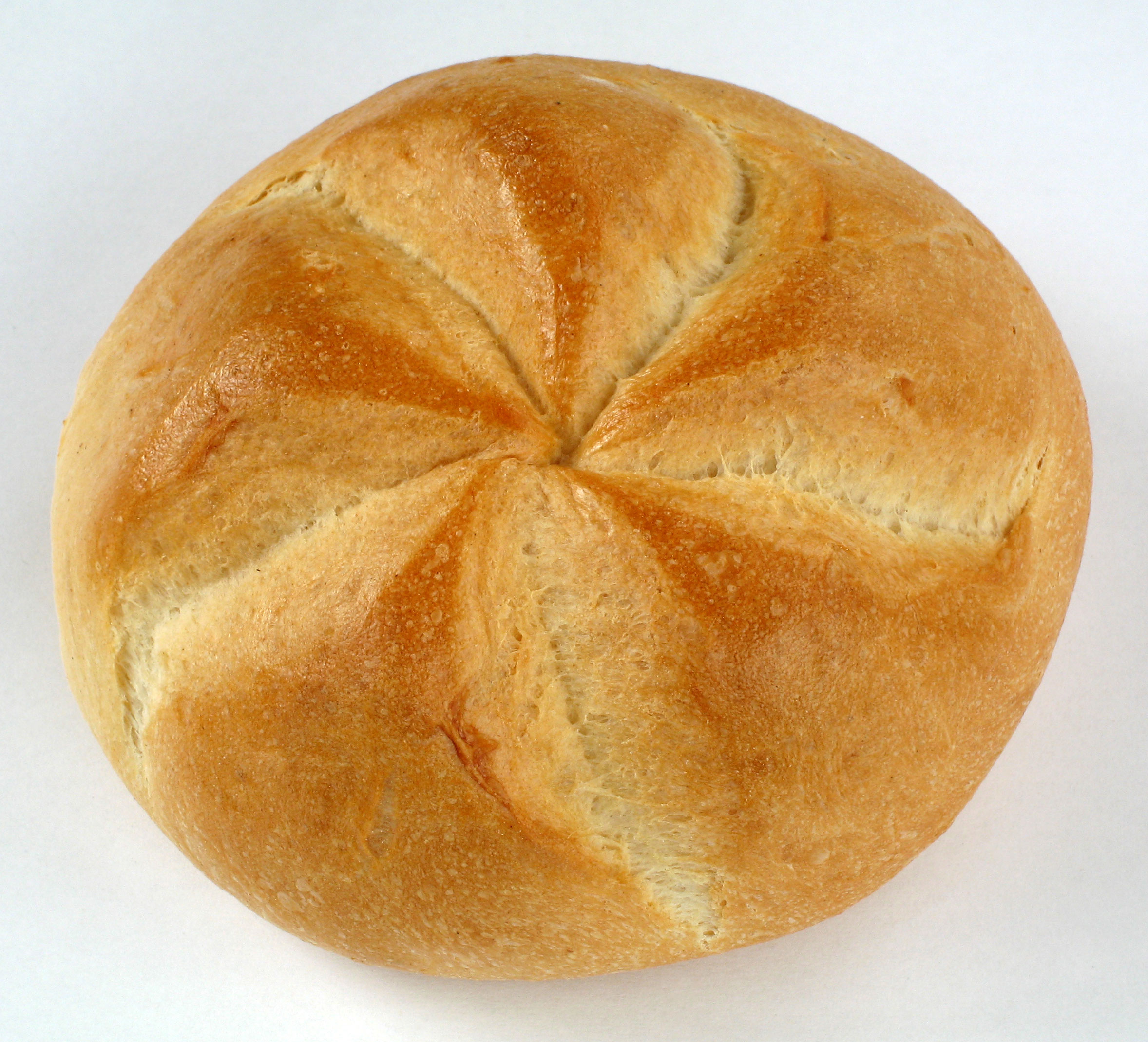
Lamage floral sur un petit pain.
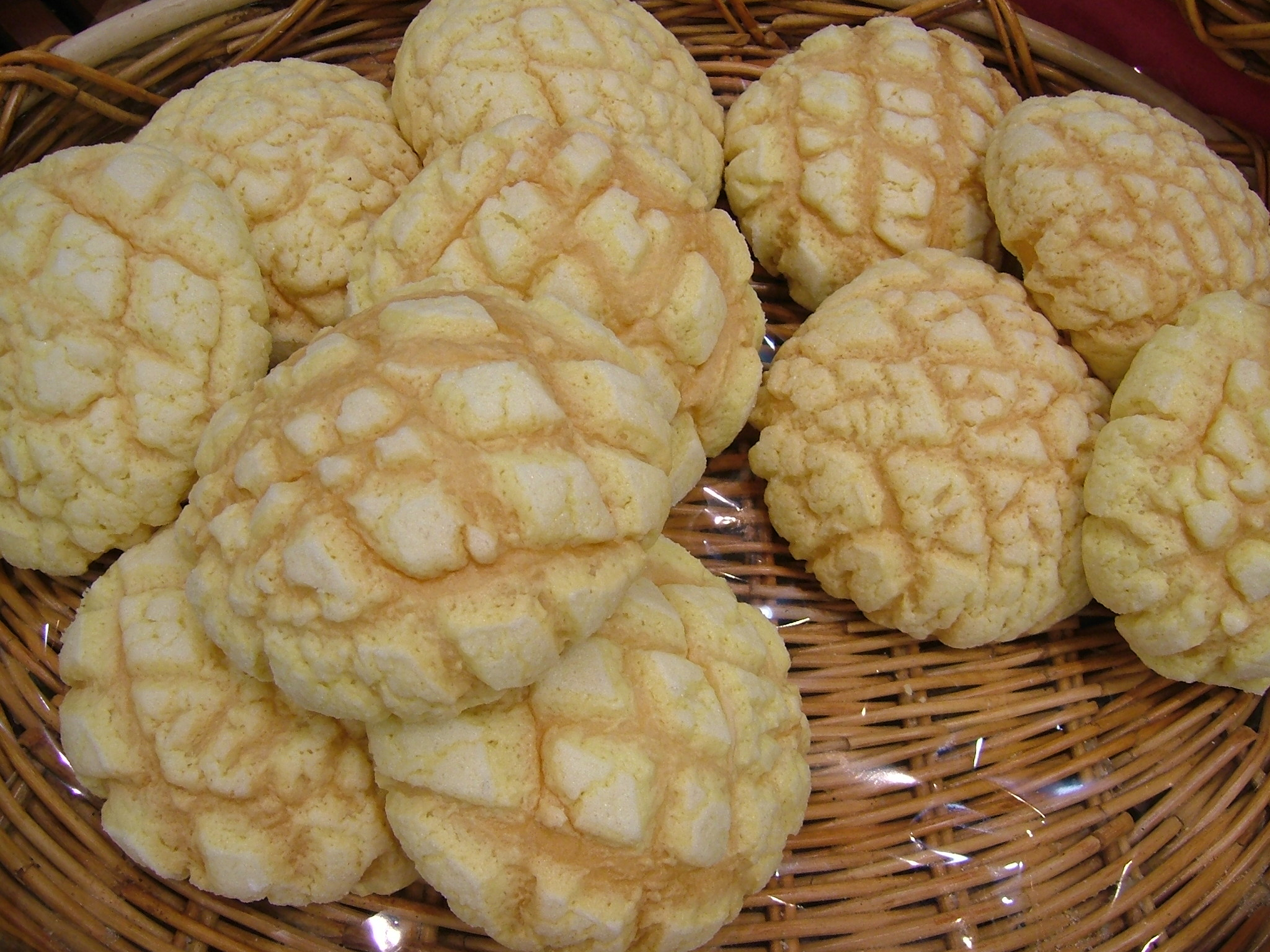
Lamage en polka sur un pain melon.
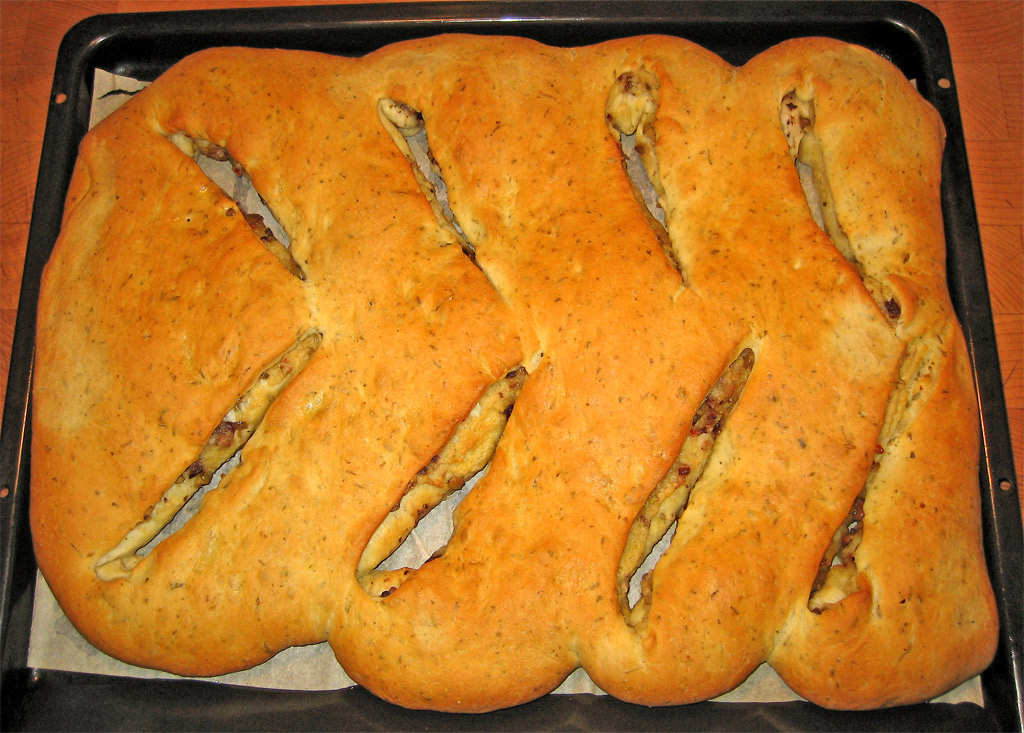
Lamage en chevrons sur une fougasse.
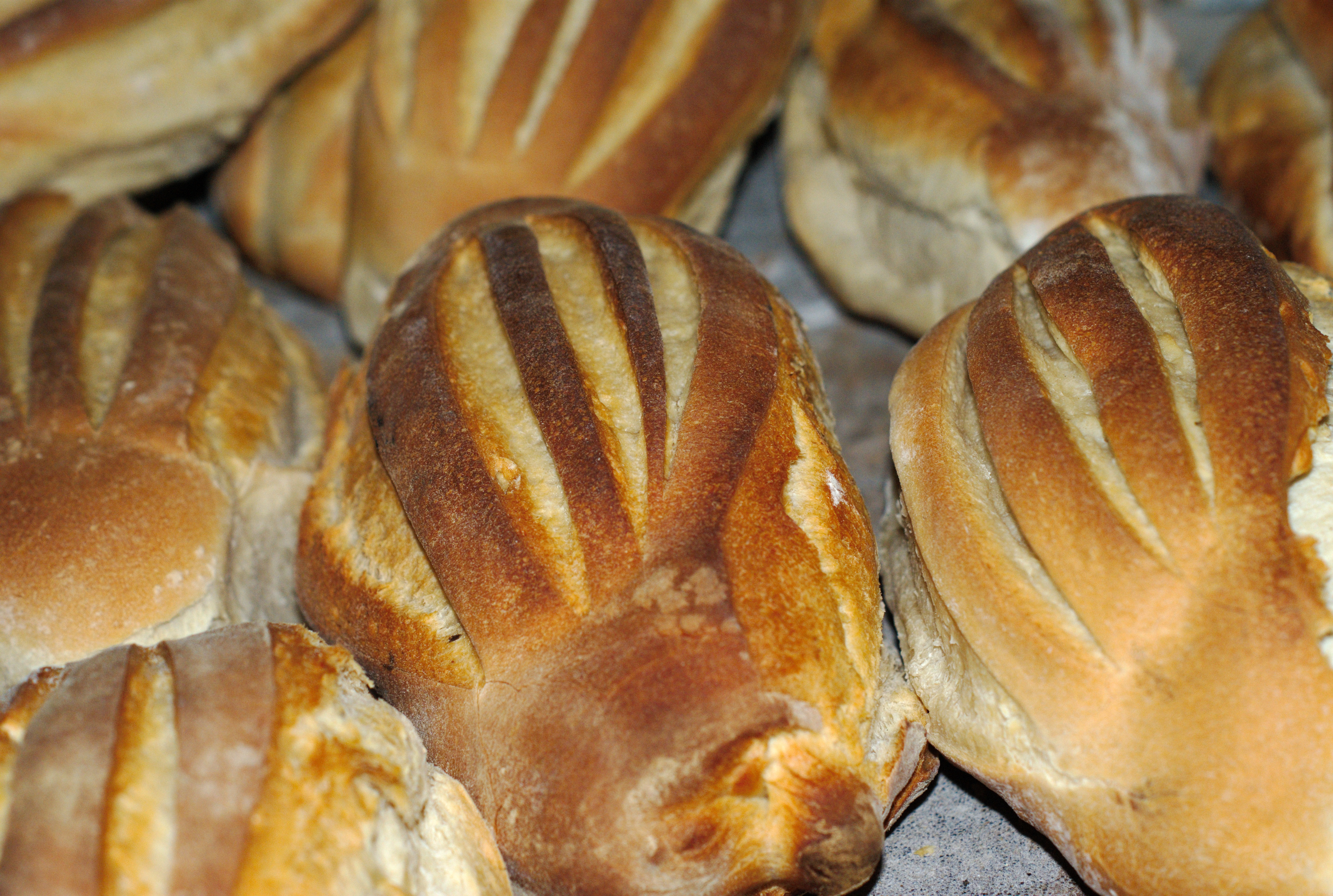
Pain brié.